# Hidrogeográfia
A hidrogeográfia vagy vízrajz a természetföldrajz ága, a hidroszférában (a Föld óceánjainak, tengereinek, folyóvizeinek és tavainak összességében) lévő ökoszisztémai, valamint abiotikus összefüggéseket tanulmányozza.
A szó három, a görög nyelvből származó szóból áll, ezek jelentései pedig: víz, föld, rajz.
A földrajztudomány átfogóan tanulmányozza a Földet, ehhez tudományágra kell eme tudományt osztani, amelyek részletes tartalmakkal rendelkeznek, s ezen részletes tartalmak összessége alkotja a földrajztudomány tartalmát.

## Kapcsolódó szócikk
- Vízrajz
- Hidrográfia